# Thaiföld a 2020. évi téli ifjúsági olimpiai játékokon
Thaiföld a Lausanneban megrendezett 2020. évi téli ifjúsági olimpiai játékok egyik részt vevő nemzete volt.

## Alpesisí

### Fiú
| Versenyző          | Versenyszám      | 1. futam | 1. futam | 2. futam | 2. futam | Összesen | Összesen |
| Versenyző          | Versenyszám      | Idő      | Hely.    | Idő      | Hely.    | Idő      | Hely.    |
| ------------------ | ---------------- | -------- | -------- | -------- | -------- | -------- | -------- |
| Natthawut Hiranrat | Műlesiklás       | 1:09,68  | 52.      | 1:00,29  | 38.      | 2:09,97  | 40.      |
| Natthawut Hiranrat | Óriás-műlesiklás | 1:21,23  | 57.      | 1:27,82  | 53.      | 2:49,05  | 53.      |

### Lány
| Versenyző         | Versenyszám      | 1. futam | 1. futam | 2. futam | 2. futam | Összesen | Összesen |
| Versenyző         | Versenyszám      | Idő      | Hely.    | Idő      | Hely.    | Idő      | Hely.    |
| ----------------- | ---------------- | -------- | -------- | -------- | -------- | -------- | -------- |
| Nichakan Chinupun | Műlesiklás       | 1:08,30  | 44.      | 1:08,52  | 35.      | 2:16,82  | 35.      |
| Nichakan Chinupun | Óriás-műlesiklás | 1:34,48  | 57.      | 1:30,90  | 37.      | 3:05,38  | 37.      |

## Rövidpályás gyorskorcsolya

### Fiú
| Versenyző           | Versenyszám | Előfutam | Előfutam | Negyeddöntő | Negyeddöntő | Elődöntő | Elődöntő | Döntő   | Döntő   | Helyezés |
| Versenyző           | Versenyszám | Idő      | Hely.    | Idő         | Hely.       | Idő      | Hely.    | Idő     | Hely.   | Helyezés |
| ------------------- | ----------- | -------- | -------- | ----------- | ----------- | -------- | -------- | ------- | ------- | -------- |
| Natthapat Kancharin | 500 m       | 043,008  | 2.       | Kiesett     | Kiesett     | Kiesett  | Kiesett  | Kiesett | Kiesett | 15.      |
| Natthapat Kancharin | 1000 m      | 1:30,038 | 2.       | 1:49,235    | 4.          | Kiesett  | Kiesett  | Kiesett | Kiesett | 13.      |

### Vegyes nemzetek
| Versenyző | Versenyszám  | Elődöntő | Elődöntő | B-döntő  | B-döntő | Döntő   | Döntő   | Helyezés |
| Versenyző | Versenyszám  | Idő      | Hely.    | Idő      | Hely.   | Idő     | Hely.   | Helyezés |
| --- | ------------ | -------- | -------- | -------- | ------- | ------- | ------- | -------- |
| H-csapat Csang Csu-tung (Zhang Chutong) (CHN) Hailey Choi (USA) I Dzsongmin (Lee Jeongmin) (KOR) Natthapat Kancharin (THA) | Vegyes váltó | 4:31,666 | 4.       | 4:15,234 | 1.      | Kiesett | Kiesett | 5.       |

## Sífutás

### Fiú
| Versenyző       | Versenyszám       | Selejtező | Selejtező | Negyeddöntő | Negyeddöntő | Elődöntő | Elődöntő | Döntő    | Döntő   |
| Versenyző       | Versenyszám       | Idő       | Hely.     | Idő         | Hely.       | Idő      | Hely.    | Idő      | Hely.   |
| --------------- | ----------------- | --------- | --------- | ----------- | ----------- | -------- | -------- | -------- | ------- |
| Sarawut Koedsin | 10 km             |           |           |             |             |          |          | 47:37,90 | 79.     |
| Sarawut Koedsin | Klasszikus sprint | 4:38,79   | 83.       | Kiesett     | Kiesett     | Kiesett  | Kiesett  | Kiesett  | Kiesett |
| Sarawut Koedsin | Szabad stílusú    | 6:27,83   | 85.       |             |             | Kiesett  | Kiesett  | Kiesett  | Kiesett |

### Lány
| Versenyző           | Versenyszám       | Selejtező | Selejtező | Negyeddöntő | Negyeddöntő | Elődöntő | Elődöntő | Döntő    | Döntő   |
| Versenyző           | Versenyszám       | Idő       | Hely.     | Idő         | Hely.       | Idő      | Hely.    | Idő      | Hely.   |
| ------------------- | ----------------- | --------- | --------- | ----------- | ----------- | -------- | -------- | -------- | ------- |
| Duangkamon Hitchana | 5 km              |           |           |             |             |          |          | 21:52,10 | 73.     |
| Duangkamon Hitchana | Klasszikus sprint | 3:54.62   | 79.       | Kiesett     | Kiesett     | Kiesett  | Kiesett  | Kiesett  | Kiesett |
| Duangkamon Hitchana | Szabad stílusú    | 7:14.66   | 76.       |             |             | Kiesett  | Kiesett  | Kiesett  | Kiesett |